# سیارک ۱۱۲۴۶
سیارک ۱۱۲۴۶ (به انگلیسی: 11246 Orvillewright، نامگذاری:4250T-3) یازده هزار و دویست و چهل و ششمین سیارک کشف شده‌است که در ۱۶ اکتبر ۱۹۷۷ کشف شد.
قدر مطلق سیارک برابر ۱۵.۵ است.